# Мітральний клапан
Мітральний клапан, (лат. valva mitralis) або двостулковий клапан — один із клапанів серця, що лежить між лівим передсердям та лівим шлуночком та регулює потік крові з лівого передсердя серця в лівий шлуночок. Мітральний клапан в нормі має 2 стулки: передню (аортальну) та задню (муральну).
Стулки сухожилковими струнами прикріплюються до сосочкових м'язів. Площа клапана у новонародженого 1,18-1,49 см², у дорослого 11,81-13,12 см². Передня стулка розвинена більше, ніж задня. Лінія прикріплення її до лівого фіброзного кільця розташовується на 6 мм нижче від найнижчої точки лівої та задньої стулок клапана аорти.

## Патології
- Стеноз мітрального клапана
- Недостатність мітрального клапана